# Nikon D600
Aucun D610
Le Nikon D600 est un appareil photographique reflex numérique grand public fabriqué par Nikon. Équipé d'un capteur de 24,3 millions de pixels au format FX, il est révélé au public le 13 septembre 2012.

## Caractéristiques techniques
- Capteur CMOS au format FX (24 × 36) de 24,3 millions de pixels.
- Sensibilité de 100 à 6 400 ISO ; plage extensible de 50 ISO (équivalent) jusqu'à 25 600 ISO (équivalent) par amplification numérique.
- Prises de vue consécutives à 5,5 vps (vues par seconde).
- Enregistrement de vidéo Full HD (1080p) à 30 images par seconde.
- Système autofocus Multi-CAM 4800 à 39 points.
- Processeur d'images EXPEED 3 avec conversion A/N sur 14 bits et traitement d'image sur 16 bits.
- Moniteur ACL de 8 cm (3,2 pouces), affichant 921 000 pixels.
- Mesure de lumière matricielle basée sur un capteur RVB de 2 016 photosites.
- Viseur de type reflex avec pentaprisme, couvrant environ 100 % de l'image.
- Mode de prise de vue silencieux.
- Obturateur plan focal à défilement vertical contrôlé électroniquement avec une vitesse d'obturation de 30 s à 1/4000 s et une synchronisation du flash jusqu'au 1/200 s.
- Logements pour deux cartes mémoire SD, SDHC ou SDXC, la seconde carte pouvant être paramétrée en mode débordement, sauvegarde ou pour enregistrer séparément les copies d'images au format RAW (NEF) et JPEG.
- Flash i-TTL intégré avec nombre guide d'environ 12.
- Boîtier en alliage de magnésium pour les parties postérieures et supérieures, polycarbonate pour le reste. Protection contre l'humidité et la poussière, résistance aux intempéries.

### Autres caractéristiques de l'appareil
Le D600 est équipé d'un horizon virtuel électronique à deux axes (tangage et roulis) pour l'assistance au cadrage.
Il possède également un mode intervallomètre accessible depuis le menu « prise de vue ». Une option dite « Accéléré » permet de transformer les images prises avec l'intervallomètre en fichiers vidéo et ainsi de visualiser sous forme de film accéléré un processus lent (par exemple la pousse d'une plante, l'éclosion d'une fleur, la course des nuages, le déplacement d'un escargot, etc.).
Le D600 possède un mode HDR accessible depuis le menu « prise de vue », permettant de s'affranchir d'un logiciel de post-traitement spécialisé pour réaliser des vues à grande dynamique (HDRi).

### Les principaux accessoires
- Télécommande filaire (modèle Nikon MC-DC2 ou équivalents)
- Télécommande à infrarouge (modèle Nikon ML-L3 ou équivalents)
- Poignée d'alimentation (Phottix Battery Grip BG D600, Meike MK-D600, Nikon MB-D14)
- Module GPS (di-GPS Pro-S, Nikon GP-1)

## Défaut des salissures excessives du capteur
Très rapidement après la commercialisation du D600, des alertes ont été lancées concernant l’apparition de salissures importantes sur le capteur de certains exemplaires, notamment par le loueur professionnel américain LensRentals, le 22 octobre 2012. Les témoignages de ce qui constituerait un défaut de qualité sérieux se sont ensuite multipliés en ligne,. Nikon a attendu le 22 février 2013 pour communiquer (article 55682), sans véritablement convaincre tant le discours évite d’évoquer toute forme de responsabilité dans la conception du D600. Aucune explication technique quant à la cause du dysfonctionnement n’est fournie par Nikon, pas plus qu’une action corrective n’est évoquée. Le problème spécifique à ce modèle a pourtant été clairement mis en évidence.
D'autre part, l'annonce d'un Nikon D610, qui a filtré fin août 2013, laisse penser que c'est le moyen qu'a choisi Nikon pour mettre fin à la dégradation durable de la réputation du Nikon D600 du fait de ces problèmes de salissures sur le capteur, en lui donnant un successeur à peine un an après son lancement,.